# NGC 4944
NGC 4944 је лентикуларна галаксија у сазвежђу Береникина коса која се налази на NGC листи објеката дубоког неба.
Деклинација објекта је + 28° 11' 7" а ректасцензија 13h 3m 50,0s. Привидна величина (магнитуда) објекта NGC 4944 износи 12,9 а фотографска магнитуда 13,8. NGC 4944 је још познат и под ознакама UGC 8167, MCG 5-31-118, CGCG 160-124, PGC 45133.